# Sebastião de Azevedo e Brito
Sebastião de Azevedo e Brito (? —?) foi um administrador colonial e oficial do Exército Português que, entre outras funções, foi governador de Timor e Solor.

## Biografia
Os pais de Sebastião de Azevedo e Brito foram Paulo Félix de Azevedo e Brito, um nobre, e Antónia Teresa Josefa de Castro. Sebastião teve um filho, nascido em Goa, que viria a ser o tenente João Manuel de Azevedo e Brito.
Nos anos de 1759 e 1760 foi governador de Timor e Solor.
Naquele período a presença portuguesa em Timor estava em grave perigo, pois desde 1719 que grande parte dos reinos timorenses tinha aderido à Rebelião de Cailaco contra o poder colonial português. Os aliados mais próximos dos portugueses, os Topasse, tinham sofrido em 1749 uma devastadora derrota na Batalha de Penfui contra as forças da Companhia Holandesa das Índias Orientais (a VOC). Em 1756 a VOC estabeleceu uma aliança, o Tratado de Paravicini, com maioria dos governantes nativos de Timor Ocidental e ilhas vizinhas. Na parte ocidental da ilha de Timor, a presença portuguesa ficou então restrita ao enclave de Oecusse e Ambeno, à capital colonial Lifau e a Noimuti, no sul da ilha.
Em 1759 o governador Vicente Ferreira de Carvalho, sentindo-se derrotado, decidiu arbitrariamente vender Lifau aos neerlandeses. Contudo, quando em 1760 os neerlandeses, capitaneados por Hans Albert von Plüskow, quiseram tomar posse do lugar, viram-se confrontados com a resistência de uma força dos Topasse. Plüskow foi então assassinado por Francisco da Hornay e por António da Costa e Lifau permaneceu oficialmente na posse dos portugueses. A extensão do envolvimento de Azevedo Brito, o novo governador português, na defesa da presença portuguesa em Lifau aparece descrita de forma contraditória nas fontes disponíveis.
A relação entre o governador Azevedo Brito e os dominicanos deteriorou-se significativamente em 1759. No conflito que se seguiu, em 1760 o superior dominicano Jacinto de Conceição conseguiu fazer prender o governador e enviá-lo sob detenção para Goa. Até a chegada do novo governador, o militar Dionísio Gonçalves Rebelo Galvão, a administração da colónia ficou a cargo de um Conselho Governativo.
Apesar deste episódio, a carreira militar e administrativa de Azevedo Brito continuou: foi nomeado tenente-coronel em Goa e em 1775 era governador de Damão. Regressado a Portugal, entre 1790 e 1795 foi Intendente Geral da Marinha e do Arsenal Real.